# IC 2932
IC 2932 је двојна звијезда у сазвјежђу Лав која се налази на листи објеката дубоког неба у Индекс каталогу.
Деклинација објекта је + 10° 32' 38" а ректасцензија 11h 33m 53,5s.